# Danmarks geologi
De mange geologiske begivenheder som i tidens løb har udformet Danmarks geologi, kommer kun i ringe grad til udtryk i det nuværende danske landskab, som i langt overvejende grad er udformet i løbet af den seneste istid og den efterfølgende postglaciale tid. I landskabets lavninger og langs kysterne træffes de yngste geologiske lag, mest i form af organiske moseaflejringer og havaflejret sand fra Postglacialtiden. Højere oppe i landskabet dominerer istidslagene, mest i form af moræner afsat af gletsjere, og smeltevandssand og -grus afsat af floder som førte smeltevand bort fra gletsjerne. Under istidslagene gemmer sig ældre geologiske lag, hvis dannelse rækker mere end 1 mia år tilbage i tiden. Nogle af disse lag kan ses i råstofgrave og kystklinter, men de er mest kendt fra dybe boringer, samt fra Bornholm, hvis geologiske forhold adskiller sig markant fra resten af landet.
I Nordjylland, på det østlige Sjælland og på Lolland-Falster udgøres prækvartæroverfladen, dvs oversiden af lagene under istidslagene, af kalksten fra Sen Kridt og Danien. På Fyn og i det østlige Jylland består oversiden i stedet af lag af fedt, plastisk ler fra Palæogen, mens man i hele det centrale og sydlige Jylland finder lag af sand, ler og brunkul fra Neogen.
Jordlagene i Danmarks undergrund er gennem tiden blevet indvundet til mange forskellige formål. Smeltevandsaflejringer og grovkornede havaflejringer er i stor stil blevet brugt inden for bygge- og anlægsvirksomhed, fx til beton- og teglproduktion, foruden til opfyldning med sand og grus. Kalklagene er traditionelt benyttet som byggesten og til fremstilling af brændt kalk, til brug i kalkmørtel. Siden slutning af 1800-tallet har Danmark haft en vigtig position inden for cementfremstilling, hvortil de udbredte lag af skrivekridt er et velegnet råstof. Den plastiske ler indvindes især i Østjylland, hvor den forarbejdes til bygningsmaterialer og kattegrus. Moler indvindes i den vestlige del af Limfjorden, hvor den især forarbejdes til isoleringssten. Tidligere udgjorde de mange tørvemoser en væsentlig del af brændselsforsyningen, i første halvdel af 1900-tallet suppleret med indvinding af brunkul fra midtjyske kullejer. Siden 1970-erne er der foregået en omfattende indvinding af olie og gas fra den danske del af Nordsøen.

## Udforskningens historie
Endnu i 1500-tallet herskede blandt europæerne den opfattelse, at Jorden, med sine bjerge og dale og søer og floder osv, havde været uforanderlig siden Gud skabte den på seks dage.

### Niels Steensen
I løbet af 1600-tallet vågnede europæernes interesse for natur og naturvidenskab, idet man søgte at forklare forskellige naturfænomener som resultat af det guddommelige skaberværk. Et fænomen som fossiler havde man således diskuteret længe uden at kunne enes om, hvorvidt der var tale om rester af dyr eller om fossiler var dannet tilfældigt, som et af naturens luner. Den danske videnskabsmand Niels Steensen udgav i 1669 en berømt afhandling om bl.a. fossiler, og han regnes i dag for grundlæggeren af den geologiske videnskab. Steensen opstillede i sin afhandling en række geologiske lovmæssigheder, bl.a.
- jorden er opbygget af lag; de forskellige lag har forskellige aldre, så at de øverste lag er yngre end de underliggende

- de lag der nu hælder, har engang ligget vandret

- hvis et lag indeholder fossiler af havdyr eller havplanter, er det blevet aflejret i havet; indeholder laget aske eller pimpsten, er det aflejret af ild; indeholder det græsstrå eller lignende, er det aflejret af floder.

### Katastrofeteorier
I 1700-tallet var man ikke længere så optaget af at forklare naturfænomenerne i forhold til religionen, men søgte i stedet at beskrive og registrere naturens sammensætning og bestanddele, gerne ved noget som kunne måles og vejes. Man begyndte med andre ord at indsamle data. Søren Abildgaard udgav i 1751 en beskrivelse af Stevns Klint, og 30 år senere en beskrivelse af Møns Klint. Han noterede sig de mange fossiler i kalkstenen ved Stevns, som han mente var en gammel havbund dannet under Syndfloden, altså en forklaring som holdt fast i det religiøse verdensbillede. Da han senere beskrev Møns Klint, som geologisk ligner Stevns Klint meget, nævnte han ikke længere Syndfloden. Han kunne se, fossilerne måtte stamme fra et tropisk hav, så han foreslog at kridtet var kommet til Danmark fra varmere egne af Jorden ved store underjordiske eksplosioner. Sådanne katastrofeprægede teorier var almindelige i 1700-tallet.
På denne tid begyndte man også at interessere sig for naturens råstoffer og ressourcer, måske delvis som følge af den økologiske krise, bl.a. forårsaget af Den lille Istid, som dansk og nordeuropæisk landbrug gennemlevede. Træ var blevet en mangelvare, og man ledte efter måder at erstatte brugen af træ med metal, og bl.a. derfor udnævntes i 1753 Andreas Birch til kongelig mineralinspektør, med den opgave at lede efter brugbare mineralforekomster i Danmark, Norge og Slesvig-Holsten. I 1765 blev Morten Thrane Brünnich ansat som Københavns Universitets første professor i naturhistorie, og han blev i 1795 efterfulgt af Gregers Wad. I 1700-tallet var det på mode blandt adelen og de velstående at samle på rariteter fra naturen, såsom konkylier og fossiler, sten og mineraler, dyr i sprit og oldsager, og minister A.G. Moltke havde samlet en af de betydeligste danske samlinger. Denne samling blev i 1810 slået sammen med universitetets naturhistoriske samling, i et nyt museum med Wad som leder, nemlig Geologisk Museum.
Katastrofeteorierne for jordlagenes dannelse fulgte groft sagt to spor, enten ved vand eller ved ild: neptunisterne mente, jordlagene var dannet ved en eller flere voldsomme oversvømmelser, i stil med Syndfloden, mens plutonisterne mere hældede til, at det var processer ved høj temperatur i Jordens indre som stod bag. Omkring 1830 begyndte den skotske geolog Charles Lyell, delvist inspireret af sin engelske forgænger James Hutton, i stedet at argumentere for, at Jordens lag var opbygget ved langsomme processer over meget lang tid, dvs millioner af år. Det var tilhængerne af denne teori, kaldet uniformitarianere, som i det lange løb fik ret, selvom der stadig af og til blandt geologer dukker katastrofeprægede teorier op.

### Forchhammers tid
Efter tabet af Norge ved Kielerfreden i 1814 var man i Danmark blevet afskåret fra adgang til de norske mineralressourcer. Den danske regering nedsatte derfor en komite, med blandt andre videnskabsmanden H.C. Ørsted som medlem, som skulle kortlægge, hvorvidt man kunne finde danske erstatninger. Den unge geolog Johan Georg Forchhammer blev i 1819 sendt til Bornholm, hvor han foretog nogle af de første geologiske undersøgelser af øen. I 1829 blev Forchhammer udnævnt til professor i mineralogi og kemi ved det nyoprettede Polyteknisk Læreanstalt, i dag DTU, og noget af det første han beskæftigede sig med var kalk- og kridtklinterne på Stevns og Møn. Man interesserede sig meget for kalklagenes alder, og her mente Forchhammer, fejlagtigt skulle det vise sig, at de var palæogene. Både i Danmark og udlandet var man dog skeptisk over for denne datering, og da Charles Lyell i 1834 sammen med Forchhammer besøgte Møns Klint, kunne Lyell genkende fossiler fra engelske og franske kalklag fra Kridt-perioden, og Forchhammer blev, ifølge rygterne efter højlydte diskussioner mellem de to herrer, nødt til at give sig.
En anden af den nye professors tidlige opgaver var at finde frem til lag, hvorfra der kunne hentes vand til Københavns vandforsyning. I 1831 påbegyndte man en boring ned gennem kridtet ved Nyholm i Københavns havn, idet både Forchhammer og Ørsted regnede med, at man under kridtlagene ville træffe det såkaldte grønsandslag. Det havde man gjort i London, og her fundet rigeligt med vand. Efter 12 års borearbejde, som foregik med håndkraft, var man nået 170 m ned i skrivekridt, uden at finde grønsand. Grønsand fandt man imidlertid i 1841 ved Lellinge Å på Køge-egnen, og Nyholm-boringen blev derfor fortsat. Da man i 1848 efter 17 års borearbejde stadig ikke havde gennemboret skrivekridtet, blev boringen stoppet. Senere viste det sig, at skrivekridtet under det centrale København var over 500? m tyk, samt at grønsandslagene ved Lellinge lå over og ikke under kalken.
I 1835 udgav Forchhammer den første oversigt over Danmarks geologi, eller geognosi som videnskaben hed på den tid. Inden for samme måned som Forchhammers bog udkom, anmeldte Geological Society i London en stor og omfattende bog om Danmarks geologi af Henrick Beck (1799-1863), som var konkylie-ekspert hos kronprins Christian, den senere kong Christian VIII. Bogen er imidlertid gået tabt - eller også blev den aldrig færdiggjort, muligvis fordi Beck havde svært ved at gøre sine ting færdige.
Den franske geolog Edouard Desor (1811-1882) besøgte i 1846 forskellige sydsjællandske kalk- og kridtlokaliteter, og han mente at de grovkornede kalktyper bryozokalk, faxekalk og kalksandskalk var yngre end det finkornede skrivekridt. Han kaldte de grovkornede kalktyper for ’terrain danien’ (dvs ’danske lag’), og på denne måde fik Danmark opkaldt en geologisk tidsperiode efter sig, nemlig Danien-etagen.

### Mosegeologi og klimaforandringer
En anden ressource som tabet af Norge i 1814 betød et farvel til, var norsk tømmer, til bl.a. skibsbyggeri og brændsel. De danske tørvemoser blev nu betragtet som en vigtig energikilde, og Landhusholdningsselskabet udskrev derfor allerede i 1816 en prisopgave om tørvemoser og tørvedannelse, idet man bl.a. gerne ville vide, hvor hurtigt ny tørv blev gendannet, når tørven blev gravet bort. Heinrich Dau indleverede en fornem besvarelse, hvor han faktisk grundlagde den moderne mosegeologi. Han skelnede mellem forskellige tørvedannende steder som højmoser, kærmoser og skovmoser. Han så at højmosens overflade hævede sig ind mod midten, og at tørvemosset kun levede af regnvand og ikke grundvand. Han beskrev, hvordan kolde og fugtige år fik mosset til at gro, men hæmmede de øvrige moseplanters vækst, mens varme og tørre år begrænsede mossets vækst. De forskellige vækstlag i mosen afspejler derfor vekslende klimaforhold. Og når man fandt fyrretræ i moserne, selvom fyrretræ ikke vokser naturligt i Danmark, måtte skovene efter hans mening have haft en udviklingshistorie. Endelig skønnede han, modsat den gængse opfattelse, at tørvedannelsen var en meget langsom proces. Dette sidste var sikkert ikke en konklusion, som Landhusholdningsselskabet brød sig om. Muligvis bl.a. derfor blev den fornemme besvarelse skarpt kritiseret for at være mangelfuld, og Dau fik ikke nogen belønning for sin indsats. Efter flere års møje og besvær og hård debat fik han i 1823 udgivet sine resultater i Leipzig, men kritikken fortsatte, og Dau døde syg, fattig og skuffet som 41-årig.
I 1835 udskrev universitetet en prisopgave, hvor man efterlyste en forklaring på, hvorfor nåletræerne var forsvundet fra den danske natur. Opgaven blev meget grundigt besvaret af Japetus Steenstrup, som vandt prisen. Ud fra undersøgelser i to sjællandske moser dokumenterede han det Dau havde formodet, nemlig at de danske skove havde gennemgået en udvikling, hvor fyrretræer var blevet erstattet af løvtræer.
Det tredje vigtige bidrag til dansk mosegeologi stod Christian Vaupell for, da han i 1851 udgav sin bog om nordsjællandske moser. Ud fra bestemmelser i mikroskop af moselagenes træarter indså han, at skovenes udvikling ikke blot var resultatet af klimaforandringer, som Steenstrup mente, men af et levende samspil mellem klimaet, jordbunden og de forskellige træarter, som i højere grad end hvad Steenstrup mente voksede sammen, nåle- og løvtræer blandt hinanden. Vaupell indså også, at træernes kamp om lyset var vigtig, idet nogle træer bedre tåler at stå i skygge end andre. På denne måde har bøgen, som er et forholdsvis nyt træ i Danmark, mange steder udkonkurreret egen, som har vokset i landet de seneste 8000 år.
Ved begyndelsen af 1900-tallet fandt man de første spor efter, at istiderne havde vekslet med varmere perioder. I en teglværksgrav i Allerød i Nordsjælland fandt botanikeren Nikolaj Hartz og glacialgeologen Vilhelm Milthers spor efter en kort varmeperiode i slutningen af sidste istid, nu kendt som Allerød interstadial. På samme tid fandt de samme to forskere ved Brørup i Sydjylland moselag fra varmeperioden før sidste istid, Eem mellemistid.
I 1919 udviklede den svenske kvartærgeolog Lennart von Post pollenanalysen, som i Danmark blev videreudviklet af botanikeren Knud Jessen, der på grundlag af mængdeforholdene af pollen i moselag underinddelte Sen- og Postglacialtiden i 9 zoner, med hver sin karakteristiske skovbevoksning.

### Istidsteorien og det danske landskab
Tilhængerne af katastrofeteorierne begrundede bl.a. deres forklaringer med tilstedeværelsen af de såkaldte erratiske blokke dvs løse sten og blokke af hårde bjergarter som granit og gnejs, der med præcis samme udseende forekom som faststående fjeld langt borte, måske hundredvis af km, fra hvor de løse sten fandtes. De løse sten og blokke måtte være flyttet den lange vej af voldsomme oversvømmelser eller underjordiske eksplosioner, mente man. At det var gletsjere og indlandsis som stod bag, gik først op for forskerne omkring midten af 1800-tallet. Helt til sin død i 1865 afviste Forchhammer således istidsteorien, selvom schweizeren Louis Agassiz allerede i 1837 var fremkommet med en overbevisende forklaring på, hvordan Nordeuropa og Alperne tidligere havde været dækket af tykke gletsjere. Også uniformitarianerne var skeptiske over for istidsteorien, idet de voldsomme, kilometertykke isdækker mindede dem for meget om katastrofeteorierne.
Kort efter at J.F. Johnstrup i 1865 efterfulgte Forchhammer som professor, indførte han istidsteorien i Danmark, og gennem det næste halve århundrede opnåede man en stærkt forbedret viden om de overfladenære aflejringer og det danske landskabs udformning, idet mange af disse ting nu kunne forklares ud fra den nye teori. Man indså, at de grusede og sandede lerlag, som var så hyppigt forekommende i de danske overfladelag, var moræner dannet ved udsmeltning fra bunden af de fremadglidende gletsjere, mens de mange sand- og gruslag mellem morænerne var dannet af smeltevand fra gletsjerne. De flade sandsletter i Midt- og Vestjylland var således ikke gammel havbund, som Forchhammer havde ment, men smeltevandssletter dannet da indlandsisen under sidste istid stod langs Hovedopholdslinjen midt ned gennem Jylland. Og de markante bakkedrag i det nordvestlige Sjælland, Odsherredbuerne, var randmoræner dannet under en isfremrykning i slutningen af sidste istid. Man fandt efterhånden spor efter tre forskellige mellemistider og fire istider, hvoraf især de to sidste hver især bød på adskillige isfremstød hen over Danmark. Vilhelm Milthers videreudviklede omkring 1900 den oprindeligt tyske ledeblokmetode, ved hjælp af hvilken han kunne opdele isfremstødene i nogle fra Norge mod nord, nogle fra Mellemsverige mod nordøst og nogle som var kommet til Danmark gennem Østersøen mod øst.

### Boringer, geofysik og råstoffer
Med fremkomsten af motoriserede boreværker omkring Første Verdenskrig blev det muligt at lave boringer til flere hundrede m dybde, til bl.a. vandindvinding, og disse boringer gav et helt nyt kendskab til de dybereliggende lag under Danmark. En af overraskelserne var fundet af udbredte lag af stensalt fra Perm-perioden, lag som lokalt i Nordjylland var presset op i saltdiapirer. Sådanne strukturer kendtes også fra Holsten, hvor de underliggende lag flere steder rummede forekomster af naturgas, og i 1930 begyndte man at interessere sig for om der også var danske olie- og gasforekomster. I årene omkring Anden Verdenskrig udførtes en række flere km dybe boringer rundt om i landet, som bl.a. afslørede tilstedeværelsen af Ringkøbing-Fyn Højderyggen, som går på tværs af landet i flere km dybde. Olie og gas fandt man først i 1960-erne, da man begyndte at undersøge lagene under Nordsøens bund, som i den vestligste del af det danske sokkelområde viste sig at indeholde en række forekomster af nordsøolie.
Fra midten af 1900-tallet tog geologerne efterhånden en række forskellige geofysiske metoder i brug. Allerede i 1930-erne gennemførtes målinger af tyngdekraftens variation hen over Danmark, som var med til at afsløre saltdiapirernes placering. Seismiske undersøgelser kunne fra 1960-erne bruges til at lave tværsnit gennem dybtliggende lag, både til lands og til vands. Geoelektriske sonderinger er de seneste årtier i stor grad brugt ved kortlægning af sand- og lerforekomster og vandreservoirer.

## Geologisk tidsskala
På denne tidsskala viser øverste linje hele jordens historie (4,6 mia år), midterste linje Phanerozoikum (de seneste 542 mio år) og nederste linje Kænozoikum (de seneste 65 mio år), idet skalaerne er inddelt i geologiske perioder. På Bornholm kan man se geologiske dannelser fra Mesoproterozoikum, det meste af Tidlig Palæozoikum og dele af Mesozoikum, mens der i resten af Danmark fortrinsvis forekommer dannelser fra tidsrummet fra Sen Kridt til i dag. I dybe boringer har man fundet lag fra flere af de øvrige geologiske perioder, fx Perm og Trias.

## Strukturgeologi
Det danske område ligger lige ved grænsen mellem store nordvesteuropæiske sedimentbassiner mod SV og skandinavisk grundfjeld mod NØ. Grænsen, Den Fennoskandiske Randzone, løber fra Skagerrak og Vendsyssel mod SØ gennem Kattegat til Bornholm. Den udgør den nordvestlige del af en gammel brudzone, Sorgenfrei-Tornquistzonen, som strækker sig fra Skagerrak til Sortehavet. Randzonen er opbygget af et antal firkantede blokke, som er afgrænset af forkastninger, langs hvilke blokkene i tidens løb har hævet eller sænket sig, fx Bornholm Horsten og Rønne Graven. Vest for randzonen findes to dybe indsynkningsområder, Det Norsk-danske Bassin og Det Nordtyske Bassin, indbyrdes adskilt af den VNV-ØSØ orienterede Ringkøbing-Fyn Højderyg. Indsynkningen i de to bassiner begyndte i Perm. Højderyggen, der består af højtliggende grundfjeld, gennemskæres af flere nord-syd-orienterede gravsænkninger, bl.a. i den østlige del af Nordsøen Horn Graven, som blev dannet i Trias, og længere mod vest Central Graven, som primært var aktiv i Sen Jura. Et stort antal salthorste har udviklet sig i bassinerne og gravsænkningerne i løbet af Mesozoikum og Kænozoikum. Siden midten af Kridtperioden har området været en del af et større og sammenhængende geologisk bassin, Nordsøbassinet.
I Sen Jura begyndte den nordamerikanske tektoniske plade at glide bort fra den europæiske, hvorved Atlanterhavet begyndte at dannes. I forbindelse med denne strækning af jordskorpen opstod der ned gennem Nordsøen en riftzone, hvis sydlige del, Central Graven, skærer gennem dansk område. I riftzonen blev der aflejret tykke skiferlag med et stort organisk indhold, som senere er omdannet til råolie og naturgas, under et kaldet nordsøolie.
I Tidlig Palæogen skete der i det danske område et brat skift fra aflejring af kalk til aflejring af ler, idet lagserien på mindre end to mio år ændres fra lerfri bryozokalk til kalkfri plastisk ler. Dette skift i aflejringsmiljø skyldes strukturgeologiske forhold. I Sen Kridt var klimaet varmt og det globale havspejl stod højt samtidig med, at de daværende landområder i Skandinavien og Skotland var slidt ned til tæt på havniveau. Der var derfor gode livsbetingelser for de kalkskallede organismer, som kalksten består af, mens tilførslen fra land af forvitringsprodukter som sand og ler var minimal. På denne tid steg materiale fra Jordens kappe op og førte til en hævning på flere km af det skotske landområde, og snart begyndte nedbrudsprodukter fra disse nydannede bjerge at gøre sig gældende i lagene i hele nordsøområdet. Lidt senere blev Sorgenfrei-Tornquist zonen udsat for en sammenpresning eller inversion, så at også dette område hævedes op og begyndte at levere lersediment ud i det danske område. Inversionen betød også, at det smalle sund som forbandt det danske område med det varme Tethys-hav mod sydøst, blev tørlagt. Herved blev dannelsen af kalksediment stærkt hæmmet.

## Grundfjeld
Det er kun på det nordlige Bornholm, at grundfjeldet er blottet, men lignende bjergarter findes dybt nede under hele det øvrige Danmark. På Ringkøbing-Fyn Højderyggen er grundfjeldet kendt fra boringer ved Grindsted i Midtjylland og Glamsbjerg på Sydfyn, i hhv. 1,6 og 0,8 km dybde, mens det ved Frederikshavn i Den Fennoskandiske Randzone kendes fra 1,3 km dybde. Andre steder ligger grundfjeldet betydeligt dybere. Aldersdateringer på ca. 1150-850 mio. år fra de dybe boringer viser, at grundfjeldet her tilhører den nord-sydgående Sveconorwegiske Bjergkæde, som danner grundfjeldet i Sydnorge og SV-Sverige. Det danske grundfjeld er en del af Det Baltiske Skjold, og det består hovedsagelig af granitter og stribede, kvarts-feldspat-rige gnejser, dannet i 15-20 km dybde. Disse er dannet ved opsmeltning og rekrystallisation af et ældre grundfjeld ved temperaturer over 600 °C. Amfibolitter og glimmerrige gnejser viser, at det ældre grundfjeld opstod ved metamorfose af basalt og lerrige sedimenter.
Bornholms grundfjeld er ældre end grundfjeldet længere mod vest i Danmark. Bornholms grundfjeld dannedes samtidig med grundfjeldet i SØ-Sverige for ca. 1750-1500 mio. år siden. Her dominerer grå, stribede gnejser og migmatitter, som skæres af en række yngre granitter: de lyse Hammer- og Vanggranitter i nord, den mørke Rønnegranit mod sydvest og den grovkornede Svanekegranit i øst. Ved senere opsprækning er basaltisk magma trængt ind og har dannet mørke diabasgange.

## Palæozoikum (540-245 mio år)
Aflejringer fra Palæozoikum er i det danske område bedst kendt fra den østlige del, hvor lag fra Tidlig Palæozoikum, dvs. perioderne Kambrium, Ordovicium og Silur, kan ses på Bornholm og i Skåne. Fra dybe boringer bl.a. i Nordsøen kendes aflejringer fra perioderne Karbon og Perm fra Sen Palæozoikum.

### Sandsten, kalksten og skifer
Ved tidsrummets begyndelse var grundfjeldet eroderet ned til en jævn flade, hvorpå floder og vind aflejrede sedimenter. Ved den efterfølgende stigning af havniveauet dannedes et udstrakt, lavvandet havområde, hvori der i Tidlig Palæozoikum blev aflejret sandsten, kalksten og sorte alunskifre efterfulgt af kalksten og mørkegrå skifre, der i Silur blev mere siltholdige. På Bornholm er denne lagserie mindre end 500 m tyk, mens den største tykkelse, ca. 3000 m, nås i Kattegat i Den Fennoskandiske Randzone. Forskellen skyldes, at der i Kattegatområdet er sket en fortsat indsynkning, hvorimod en lokal hævning af Bornholm har medført erosion. Øen må gentagne gange have været over havniveau.
Den kaledoniske foldning i slutningen af Silur har stort set ikke påvirket det danske område, idet ældre palæozoiske bjergarter præget af metamorfose kun kendes fra den centrale del af Nordsøen og fra Sønderjylland. Aflejringer fra Devon er ikke fundet i det danske område, men fra Karbon er der fundet aflejringer bl.a. i Kattegat, på Falster, i Sønderjylland og i Central Graven. I Kattegat forekommer røde og grønne sand- og lersten fra Sen Karbon, mens der i de andre områder findes grå marine ler- og kalksten fra Tidlig Karbon. Fund af karbone plantesporer i de overliggende mesozoiske sedimenter antyder, at de karbone aflejringer kan have haft en større udbredelse i det danske område og på Den Skandinaviske Halvø.
På overgangen fra Karbon til Perm var der, i forbindelse med den variskiske foldning i det centrale Europa, en omfattende vulkanisme. Vulkanske bjergarter forekommer i Nordsøen og Kattegat samt under det danske landområde. Samtidig indtraf en kraftig forkastningsaktivitet, hvorved Oslo Graven og gravsænkningerne langs Den Fennoskandiske Randzone blev dannet.

### Ørkensand og salt
Aflejringer fra Perm kendes fra hele Danmark undtagen Bornholm. Aflejringerne er begrænset til Det Nordtyske Bassin og Det Norsk-danske Bassin. I Tidlig Perm (Rotliegendes) herskede varme, ørkenlignende tilstande, og grovkornede, rødbrune sedimenter blev aflejret. Flyvesand er almindeligt forekommende, især i Det Nordtyske Bassin. Aflejringerne er oftest 100-250 m tykke; dog mere end 300 m i Central Graven og mere end 600 m i Horn Graven og i Den Fennoskandiske Randzone. I sidstnævnte område er der bl.a. tale om lokale erosionsprodukter (grovkornet sand og konglomerater indeholdende forvitrede vulkanske bjergarter), som blev afsat i de nydannede gravsænkninger.
På grund af en tiltagende indsynkning lå Det Nordtyske Bassin og Det Norsk-danske Bassin ved begyndelsen af Sen Perm (Zechstein) under det globale havniveau. De blev ved et gennembrud i området mellem Skotland og Norge oversvømmet. I Sen Perm tilførtes der kun lidt erosionsmateriale til de to bassiner, som i det varme, tørre klima kom til at fungere som delvist afspærrede inddampningsbassiner. Ved gentagne indtrængninger af saltvand fra nord dannedes en mere end 1000 m tyk, cyklisk opbygget serie af inddampningsbjergarter (evaporitter), der typisk er dannet i en bestemt rækkefølge: ler, kalk, anhydrit, stensalt og til slut kalisalte. I Det Norsk-danske Bassin findes i alt fire og i Det Nordtyske Bassin fem cykler. Langs randen af bassinerne er aflejringerne domineret af kalk og anhydrit.
Stensalt fungerer under en passende belastning som plastisk materiale, og da det har lavere massefylde end andre sedimenter, bliver saltaflejringerne mobile under den efterfølgende pålejring af sedimenter. I slutningen af Trias begyndte saltet at samle sig i pudeformede strukturer, som derefter pressede sig op gennem den overliggende mesozoiske lagserie. De såkaldte salthorste (diapirer) er dannet på denne måde.

## Mesozoikum (245-65 mio år)
Fra Mesozoikum findes i Danmarks undergrund lagserier af varierende tykkelse, fra ca. 1 km i Den Fennoskandiske Randzone og på Ringkøbing-Fyn Højderyggen og op til ca. 8 km i Det Norsk-danske Bassin og i Central Graven i Nordsøen. Efter et markant fald i det globale havniveau på overgangen fra Palæozoikum til Mesozoikum steg havet igen og stod i den sidste del af Kridt meget højt. Svarende hertil består lagserien til at begynde med overvejende af lag aflejret på land, som efterhånden afløses af havaflejringer.

### Sand og ler
I Trias-perioden lå Danmark på grænsen mellem det skandinaviske landområde og det havdækkede område mod syd i Europa. I Det Norsk-danske Bassin skete en kraftig indsynkning, og den største lagserie fra den periode, ca. 5000 m, findes i Nordjylland. Lagserien veksler mellem materialer bragt hertil af floder fra det skandinaviske område og havaflejringer afsat fra syd under havspejlsstigninger. I det nordligste Danmark er aflejringerne domineret af rødlige, grovkornede flodaflejringer. I det sydlige Danmark veksler rødlige sand- og leraflejringer afsat på flodsletter med røde, grønne og grå ler-, kalk- og mergelsten med indslag af anhydrit, alle aflejret i havet. Stensalt fra denne periode findes i den centrale del af Nordsøen. Kortvarige havspejlsstigninger førte ligeledes til aflejring af stensalt i saltsøer nord for Ringkøbing-Fyn Højderyggen. Fra Bornholm kendes kun røde og grønne leraflejringer med sandede lag, som blev afsat på en flodslette i Sen Trias.
I periodens sidste del blev klimaet mere fugtigt, men forblev varmt; grå farver dominerer aflejringerne fra denne periode. Aflejringer fra denne sidste del af Trias er ikke fundet på Bornholm og i den centrale del af Nordsøen, muligvis pga. en kortvarig hævning og erosion.

### Organiske lersten
Jura-perioden indledtes i Danmark ligesom i store dele af NV-Europa med en havspejlsstigning, og for første gang i Mesozoikum blev finkornede sedimenter aflejret på større dybder. Fra Det Norsk-danske Bassin og fra Nordsøen kendes mere end 1000 m tykke lag af mørkegrå lersten fra Tidlig Jura. De mere end 750 m tykke lag af sand og ler fra samme periode på det sydvestlige Bornholm er dannet i floder og ferskvandssøer samt i kystzonen, dvs. på tidevandsflader, i strandsøer og i sumpområder.
Overgangen fra Tidlig til Mellem Jura var præget af tektonisk uro. De centrale dele af Nordsøen og Ringkøbing-Fyn Højderyggen blev hævet, og forkastningsaktivitet prægede Den Fennoskandiske Randzone. En efterfølgende erosion medførte, at de mørkegrå marine lersten fra Tidlig Jura kun findes nord for Ringkøbing-Fyn Højderyggen og i den sydlige del af Central Graven. I Mellem Jura aflejredes en få hundrede meter tyk lagserie af sandsten med tynde ler- og kullag afsat i floder og deltaområder. Serien er kendt fra Bornholm, Nordjylland og Central Graven. I Nordsøen danner disse sandsten reservoirbjergarter for olie- og gasforekomster.
I slutningen af Mellem Jura trængte havet atter ind i området nord for Ringkøbing-Fyn Højderyggen og i Central Graven, mens området syd for højderyggen samt Bornholm forblev over havniveau. En hurtig indsynkning i Central Graven gav plads til aflejring af mere end 3000 m mørkegrå lersten, hvorimod kun ca. 150 m grå lersten og sandsten blev aflejret nord for højderyggen. Lerstenen i Nordsøen er rig på organisk materiale — udgangsmaterialet for dannelsen af den olie og gas, som indvindes fra de overliggende kalklag.
Fornyet forkastningsaktivitet og hævning i Den Fennoskandiske Randzone på overgangen fra Jura til Kridt medførte, at kystzonen atter rykkede mod SV. 200 m sand- og lersten indeholdende det havaflejrede, grønne mineral glaukonit og rester fra landplanter vidner om, at Vendsyssel befandt sig i kystzonen, samtidig med at området syd for Limfjorden var dækket af havet.

### Kalksten
Kridt-perioden var præget af en fornyet havspejlsstigning og en jævn indsynkning i Nordsøområdet. I Tidlig Kridt blev lersten afsat i Nordsøen og i Nordjylland. Bornholm lå atter i kystzonen; en vekslende serie af ler og sand viser, at havet i en kort periode trængte ind over det bornholmske område. Midt i Kridt dækkedes også det sydlige Danmark af havet, og rødlig mergel blev aflejret i hele Nordsøbassinet i første fase af den omfattende havstigning. En vekslende serie af konglomerater, sandsten og kalksten vidner om, at Bornholm kun var dækket af havet i begrænsede perioder fra sidst i Tidlig Kridt til midt i Sen Kridt. I Sen Kridt vandrede kystzonen mod NØ ind over det skandinaviske fastland, og op til 2000 m ren kalksten (skrivekridt) blev aflejret i det danske område. Sammen med den overliggende Danienkalk danner denne kalksten de væsentligste reservoirbjergarter for de danske olie- og gasforekomster i Nordsøen. Skrivekridt, der kan ses ved Møns og Stevns klinter, stammer fra den yngste del af Kridt. Sent i Kridt dannedes den såkaldte inversionszone, der er et område i Den Fennoskandiske Randzone, der er præget af foldning og hævning, som er sket i forbindelse med den begyndende opfoldning af Alperne.

## Kænozoikum (65 mio år til i dag)
Kænozoikum er betegnelsen for den nyere geologiske tid. Den blev tidligere opdelt i Tertiær og Kvartær, hvor Tertiær omfattede de nugældende perioder Palæogen og Neogen. Kvartær-perioden er således den sidste stadig benyttede betegnelse i et gammelt franske stratigrafiske system, som inddelte den phanerozoiske æon i et første, anden, tredje og fjerde afsnit, hhv kaldet Primær, Sekundær, Tertiær og Kvartær. Danmarks geologiske forhold i nyere tid er bestemt af landets placering i den østlige del af det næsten skålformede Nordsø-bassin. Udviklingen kan opdeles i fire hovedfaser.
- Første fase omfatter Danien-etagen. Det danske område var fuldstændig havdækket, og der aflejredes op til 350 m tykke kalklag ved ophobning på havbunden af kalkskaller fra dyr og alger. Vanddybden varierede antagelig mellem 50 og 200 m. Kalkens ringe indhold af sand og ler tyder på, at relieffet i de omgivende landområder var lavt.

- Anden fase indledtes i Sen Paleocæn i forbindelse med åbningen af det nordlige Atlanterhav. Skotland og de omgivende landområder hævedes, mens de centrale dele af Nordsøen sank ind. Havdybden var større end 500 m. Den biogene kalkproduktion faldt, og store mængder sand og ler førtes fra Skotlandsområdet ud i bassinet. Kun de fineste partikler nåede det danske område, hvor de bl.a. udgør det såkaldte plastiske ler.

- Tredje fase indledtes i begyndelsen af Oligocæn for omkring 23 mio år siden, da sedimenttilførslen skiftede til nordøst som følge af en hævning af Den Skandinaviske Halvø og det nordlige Danmark. Hævningen, der fortsatte ind i Neogen, beløber sig til mere end 1 km. Det øgede relief gav anledning til kraftig erosion, og sandede sedimenter skyllede ud i den nordøstlige del af bassinet. Efterhånden som bassinets randområder blev fyldt op og tørlagt, skubbedes aflejringernes centrum ud i de centrale og sydlige dele af Nordsø Bassinet, der fortsat sank ind.[13][14] Her er de miocæne og de senere pliocæne aflejringer op til 1500 m tykke.

- Fjerde fase indledtes ved overgangen til Kvartær-perioden, hvor Jordens middeltemperatur begyndte at udvise store svingninger, der udmønter sig i et antal kolde istider afbrudt af varmere mellemistider. Under istiderne har iskapper bredt sig fra kolde og bjergrige egne ned i lavlandet og så langt mod syd som til Mellemeuropa og centrale dele af USA, hvor der er aflejret moræner og smeltevandsaflejringer. Klimasvingningerne har medført hyppige ændringer af det globale havspejl, som under istiderne stod lavt, for så at stige mange titals m under mellemistiderne, hvor iskapperne smeltede igen.

### Palæogen
I det ældste afsnit i Palæogen, Danien-etagen, var Danmark med undtagelse af Vendsyssel og Bornholm havdækket. Overgangen fra Kridt-perioden markeres af det såkaldte fiskeler, men ellers er overgangen ikke særlig iøjnefaldende, idet aflejringerne fra Tidlig Danien består af helt lyse, nærmest hvide, kalkbjergarter, som kan minde om skrivekridt. Danien blev da også tidligere henregnet til Kridt, men lagenes indhold af fossiler viser, at de tilhører Palæogen. Danienkalken inddeles i forskellige typer såsom bryozokalk, koralkalk og kalksandskalk. Kendte forekomster er Stevns Klint, Bulbjerg og koralbanken ved Fakse (Fakse Kalkbrud).
Danien-etagen efterfølges af Selandien, og sammen med Thanetien-etagen udgør de Paleocæn-epoken. Lige over Danienkalken findes stedvis et bundkonglomerat, der viser, at sedimentationen har været afbrudt en tid. I Københavnsområdet er der også bevaret mørkegråt glaukonitholdigt ler (såkaldt grønsandsler) med mange skaller af muslinger og snegle.
Over bundkonglomeratet findes, især på Sjælland, leret sand, som er grønligt farvet af glaukonit (Lellinge-grønsand). I øvrigt er lagserien domineret af en lysegrå mergel (Kertemindemergel), som afløses af gråt, kalkfrit ler. I Jylland og på Fyn møder man derefter meget fedt ler med vekslende grønlige, blålige og brunlige farver (Holmehus-formationen); denne aflejring udgør en del af det, som traditionelt kaldes plastisk ler.
I slutningen af Paleocæn og i den første del af Eocæn var der i det nordatlantiske område en voldsom vulkanisme, der spores som vulkanske askelag i den danske lagserie. I Limfjordsområdet optræder askelagene i moleret (Fur-formationen), hvis store indhold af diatoméer og mange andre fossiler (insekter, fisk, fugle, skildpadder) viser, at klimaet dengang var varmt. Syd for Limfjordsområdet er askelagene mest knyttet til grålige leraflejringer (Ølst-formationen).
Derefter følger resten af det plastiske ler omfattende Røsnæsler og Lillebæltsler, der bl.a. findes på Røsnæs og i Røgle Klint. Disse aflejringer forårsager omfattende skred. I den sidste del af Eocæn blev aflejringerne meget kalkholdige, og de kendes fra Østjylland i form af Søvindmergel.
Leraflejringer fra Tidlig og Midt Oligocæn kendes fra Jylland under navn af Viborg-formationen og Brandenleret. Aflejringerne har en mindre geografisk udbredelse end de eocæne, og de blev sandsynligvis aflejret i et mere lavvandet hav.

### Neogen
I Sen Oligocæn og Miocæn førte floder fra det skandinaviske fastland store mængder ler og sand med et betydeligt indhold af glimmermineraler ud i Nordsøbassinet; sandet er i almindelighed lyst, og leret mørkfarvet af organisk stof (Vejlefjord-formationen). Mindst to gange i løbet af Miocæn trak havet sig så langt mod vest, at Jylland blev gennemstrømmet af floder, og der opstod deltaer med sumpskove; disse er senere omdannet til brunkul. I en mellemliggende periode trængte havet igen ind over Vest- og Midtjylland og aflejrede sand med snegle og muslinger (Arnum-formationen).
I slutningen af Miocæn lå havet atter over Vest- og Midtjylland, og der blev aflejret mørkt, glimmerholdigt ler (Hoddeler) og derefter gråbrunt Gramler med mange fossiler, der vidner om, at klimaet var lidt varmere end nutidens. Derefter trak havet sig endnu en gang mod vest, og i næsten hele den yngste del af Neogen, Pliocæn, var Danmark tørt land.

### Kvartær
Under Kvartær-periodens istider stod det globale havniveau lavt, idet havvandet blev bundet i gletsjere, som fra det nordlige Rusland, Skandinavien og Skotland bredte sig ud over det omliggende lavland, herunder Danmark, og etablerede store isformationer, tilsammen benævnt Det Nordeuropæiske Isskjold. I mellemistiderne smeltede isen væk, og havspejlet stod omtrent så højt som i nutiden.

#### Menap-istid
De ældste kvartære aflejringer i Danmark er fra Menap-istiden. Der findes kun ganske få aflejringer herfra, men de viser, at Danmark var isdækket.

#### Cromer-mellemistid
I denne efterfølgende mellemistid var klimaet omtrent som nutidens, og Danmark var skovklædt. Fra perioden kendes kun enkelte søaflejringer.

#### Elster-istiden
Denne istid er en af de store istider. I begyndelsen blev det arktiske klima to gange afbrudt af korte perioder med mildt klima, de såkaldte interstadiale tider. Fra selve nedisningen findes moræne- og smeltevandsaflejringer, som viser, at Danmark blev overskredet af i hvert fald tre forskellige skandinaviske isstrømme.

#### Holstein-mellemistid
Under afsmeltningen i slutningen af Elster og ind i den efterfølgende Holstein-mellemistid var Sønderjylland og de vestlige limfjordsegne dækket af hav. Aflejringerne fra den periode indeholder arktiske bløddyr og foraminiferer, der afløses af mere varmekrævende former. Ved en landhævning i løbet af mellemistiden trak havet sig bort, og det danske landområde blev større. Om landet i Holstein vides meget lidt, da der kun er fundet få søaflejringer. Det ser ud til, at plantevæksten omkring søerne var præget af næringsfattige jordbundsforhold.

#### Saale-istid
Denne istid var også en stor istid, og ligesom i Elster blev det arktiske klima i begyndelsen af Saale-istiden to gange afløst af milde, interstadiale perioder. Fra Saale kendes ikke blot aflejringer, men også rester af landskaber. Bakkeøerne, der ligger i Vestjylland, er de højeste dele af denne istids landskaber, hvis lavere dele er dækket af smeltevandssletter fra den efterfølgende istid. I Danmark findes aflejringer fra mindst tre forskellige skandinaviske isstrømme fra Saale-istiden, den første fra en nordøstlig retning, den anden fra sydøst via Østersølavningen (se figur) og den sidste atter fra nordøst.

#### Eem-mellemistid
I Nordjylland trængte havet ind i slutningen af Saale, og herefter begyndte aflejringen af en over 100 m tyk marin lagserie, der foruden aflejringer fra slutningen af Saale omfatter hele den efterfølgende Eem-mellemistid for ca. 132.000-114.000 år siden og den første del af sidste istid, Weichsel. Baggrunden for denne langvarige havdækning af Nordjylland menes at være en tektonisk indsynkning. Eem-havet var varmere end nutidens med en rig fauna af bl.a. foraminiferer. I det sydlige Danmark trængte havet først ind i begyndelsen af Eem, og det trak sig tilbage igen inden slutningen af mellemistiden. Disse to havområder var adskilt af et landområde, hvorfra der kendes ganske mange søaflejringer. De viser, at landet var skovklædt og havde varme somre og milde vintre.
I en af søaflejringerne mente man tidligere at have fundet spor af Eem-mellemistidens menneske, idet der ved Hollerup Kiselgurgrav nær Langå ved Randers er fundet dådyrknogler, som ansås for at være spaltet af mennesker (neandertalere). Nye undersøgelser af knoglerne, publiceret i 2012 [kilde mangler], anfægter dog denne formodning (fremsat i 1950'erne af zoologen Ulrik Møhl), idet man ikke har fundet spor af menneskelig bearbejdning.

#### Weichsel-istid
Under den sidste istid var isudbredelsen mindre end i både Elster og Saale. Weichsel-istiden varede fra 114.000 til 10.000 år før nu. I den første del af istiden var der to milde interstadialer. Mens det nordlige Jylland var dækket af hav tidligt i Weichsel, lå den øvrige del af Danmark i lange perioder som en del af den nordeuropæiske tundrasteppe, også kaldet mammutsteppen.
De første gletsjerfremstød kom fra hhv. nord og sydøst, men tidspunktet for og udbredelsen af disse er ikke fuldt klarlagt. Den glaciale hovedbegivenhed indtraf for ca. 18.000 år siden, da isen fra nord og nordøst rykkede frem til hovedstilstandslinjen i Jylland. Efter nordøstisens tilbagesmeltning fulgte for 16.000 år siden en isfremrykning fra sydøst til den østjyske israndslinje. Fra bortsmeltningen af denne is er der adskillige spor af israndsstillinger over de danske øer, bl.a. fra det såkaldte Bælthavsfremstød. Da isen forsvandt, lå størstedelen af Danmark over havet. En undtagelse var Vendsyssel, hvis lavere dele blev overskyllet af ishavet (Yoldiahavet) for 15.000 år siden. Tre årtusinder senere indledtes den landhævning, som trængte ishavet bort og introducerede Fastlandstiden.
Weichsel-istidens sidste del kaldes Senglacialtiden. Landet var isfrit bortset fra isolerede dødisforekomster. Kolde perioder vekslede med de lune Bølling- og Allerød-interstadialer, og sparsom tundravegetation vekslede med frodigere plantevækst.
- Sandnes stadial for 33.000 år siden
- Hovedfremstødet for 23.000 år siden
- Østjyske isfremstød for 19.000 år siden

#### Postglacialtid
Dette er vor tid, som begyndte for 10.000 år siden. På den tid var isen smeltet bort fra det sydlige Skandinavien. Udviklingen i Postglacialtiden faldt i tre hovedfaser. I den første, Fastlandstiden, var det danske landområde langt større end i dag, og Danmark var landfast med England. Derefter trængte Littorinahavet (Stenalderhavet) frem ved en hastig havstigning forårsaget af bortsmeltningen af iskapper andre steder på Jorden. Siden har landhævningen tørlagt tidligere havdækkede områder nord for en linje fra Nissum Fjord til det nordlige Falster. Den postglaciale vegetationsudvikling indledtes med en lys pionerskov, som efterfulgtes af en tæt, mørk urskov. Ved menneskets indgreb opstod efterhånden det nuværende kulturlandskab.

## Råstoffer
Mange af de ovenfor omtalte lag af jord og fjeld udnyttes kommercielt, især i bygge- og anlægssektoren, i cementindustrien og på teglværkerne. Danmark vil endnu nogle år være selvforsynende med olie og gas fra Nordsøen, mens de danske reserver af grundvand rækker flere hundrede år ind i fremtiden.

### Sand, grus og sten
Disse grovkornede materialer udgør den største mængde danske råstoffer, med 32 mio indvundne m3 i 2015, efter at have udgjort mere end 42 mio m3 i 2006, lige før finanskrisen. Materialerne anvendes især i bygge- og anlægsvirksomhed, dels til opfyldninger og vejbygning, dels til mørtel, cement og beton. På landjorden indvindes der næsten udelukkende fra istidens smeltevandsaflejringer, mens indvinding fra havbunden, som typisk udgør omkring en tredjedel af indvinden fra landjorden, mest er fra postglacialt sand og grus. Tidligere blev der indvundet store mængder grus dels fra strandvolde langs kysterne, såkaldt ralgravning, og dels fra åse langs de gamle smeltevandsfloder, men naturfredning bragte i begyndelsen af 1970-erne disse indvindinger til ophør.
Man har kendt til sandgrave siden Middelalderen, men først i løbet af 1800-tallet begyndte indvindingen at blive mekaniseret, med gravemaskiner, sorteranlæg, tipvogne og jernbanespor. Med Råstofloven fra 1972 blev gravningen efterhånden koncentreret i udvalgte områder, dels af økonomiske grunde, dels pga den offentlige planlægning som udgik fra amternes råstofafdelinger, og gravemaskinerne blev udskiftet med gummigeder.
Det største indvindingsområde er det såkaldte Hedeland mellem Roskilde og Høje Taastrup, hvor der graves i en smeltevandsdal fra Hovedfremstødet i Weichsel-istiden. Også ved Bjergsted på det vestlige Sjælland indvindes der store mængder, fra en smeltevandsslette dannet af Bælthav-fremstødet. På Fyn graves især i en smeltevandsdal ved Davinde, mens man i Sønderjylland graver ved Rødekro og Tinglev, på smeltevandssletter lige uden for Hovedstilstandslinjen. På Djursland indvindes fra Tirstrup smeltevandsslette. Herudover indvindes sand, grus og sten fra et stort antal mindre grave spredt ud over det meste af landet.

### Kalk og kridt
I 2000 blev der indvundet lidt under 3,5 mio m3 kalk og kridt, som dermed er den næststørste danske råstoftype, efter sand, grus og sten. Den grovkornede kalk og finkornede kridt bruges i mere end 7.000 forskellige produkter, idet det meste bruges til cement, beton, jordbrugskalk, brændt kalk og industrikalk, fx i medicinalindustrien.
Siden Middelalderen er kalk og kridt indvundet til brænding af kalkmørtel, i Jylland bla fra minerne ved Daugbjerg og Mønsted ved Viborg og fra brud langs Mariager Fjord og ved Tingbæk, mens man på Sjælland gravede kalk i Faxe Banke og på Saltholm ud for København. Omkring år 1900 fremstillede Faxe Kalkbrud 68% af den danske brændte kalk, mens de jyske brud fremstillede 23% og små brud mellem København og Køge de sidste 9%.
Op gennem 1800-tallet gik man ude i den store verden gradvist over til at bruge cement i stedet for kalkmørtel, og i 1867 åbnede Danmarks første cementfabrik ved Ringsted, hvor man brugte mergel med 80% kalk som råstof. Senere gik man over til i stedet at bruge skrivekridt, og i perioden 1874-1901 åbnede to cementfabrikker ved Mariager og tre ved Aalborg. I dag produceres der kun dansk cement i Aalborg, hvor fabrikken Aalborg Portland i 2000 indvandt 2,2 mio m3 kridt i den store grav ved Rørdal. Tidligere brugtes ler ved cementfremstilling, men leren er i dag erstattet med flyveaske fra kulfyrede kraftværker.
Fra midten af 1700-tallet begyndte man så småt i Danmark at bruge mergel og kalk til jordforbedring, idet mergelens kalkindhold hindrer forsuring af jorden, mens lerindholdet øger jordens vandbindingsevne. Der blev anvendt kalkrige mergeltyper som de palæogene Søvind Mergel og Kerteminde Mergel, men også mere kalkfattige typer som smeltevandsler og moræneler fra Kvartærtiden. Omkring 1970 gik man over til kun at bruge kalk til jordforbedring, såkaldt jordbrugskalk, som i dag hovedsagelig indvindes i Faxe Kalkbrud. Her indvindes også kalk som fodertilskud til landbrugets dyrebesætninger. Tidligere blev muslingeskaller også indvundet til dette formål, mest i Odense og Roskilde Fjord.
Kalk og kridt bruges ud over de ovennævnte ting fx ved stålraffinering, til at blande i glas og i sukkerindustrien til neutralisering af syre. I plast-, gummi-, malings- og keramikindustrien anvendes kridt som fyldstof. Ved affaldsforbrænding dannes røggas med svovldioxid, saltsyre, tungmetaller og andre skadelige stoffer, som man fjerner ved filtrering med kalk.
Både bryozokalk og kildekalk, det sidste også kendt som frådsten og dannet i postglacialtidens moser, er i tidens løb brugt som bygningssten, bla i mange kirker. Omkring Roskilde og Holbæk er indvundet en del kildekalk, bla i Roskilde by og ved Vintre Møller, foruden langs Odense Å ved Dalum. Da biskop Absalon i midten af 1100-tallet byggede sin borg i et lille fiskerleje på den sjællandske øresundskyst, og dermed grundlagde København, brugte han kalk fra Faxe, og kalkstensblokkene kan i dag ses i kælderen under Christiansborg. På Stevns og Djursland er mange kirker bygget af bryozokalk.

### Salt
Salthorsten ved Hobro benyttes til produktion af kogsalt, mens salthorsten ved Lille Thorup i Salling benyttes som lagerrum for naturgas, idet stensalt er uigennemtrængeligt for gasser.

### Oversigter
- Jens Morten Hansen (1984): Geologi for enhver. Danmarks Undergrund og Råstofferne. Danmarks Geologiske Undersøgelse, 88 sider, ISBN 87-88640-02-7
- Gunnar Larsen (red., 2006): Naturen i Danmark. Geologien, Gyldendal, 549 sider, ISBN 87-02-03027-6 (2. udgave 2012, 552 sider, ISBN 978-87-02-13301-1)
- Ole Bjørslev Nielsen (1995, red.): Danmarks geologi fra Kridt til i dag, Aarhus Geokompendier nr. 1, Geologisk Institut, Aarhus Universitet, 290 sider, ISSN 1396-1578, ISBN 87-87529-96-3
- Michael Houmark-Nielsen (2021): Istiden i det danske landskab, Lindhardt og Ringhof, 392 sider, ISBN 978-87-11984-79-6

### Artikler
- Ole Valdemar Vejbæk (1997): Dybe strukturer i danske sedimentære bassiner. Geologisk Tidsskrift, hæfte 4, pp. 1-31
- Michael Houmark-Nielsen (1999): A lithostratigraphy of Weichselian glacial and interstadial deposits in Denmark. Bulletin of the Geological Society of Denmark, Vol. 46, pp. 101–114
- Stig Schack Pedersen (2006): Strukturer og dynamisk udvikling af Rubjerg Knude Glacialtektoniske Kompleks, Vendsyssel, Danmark, Geologisk Tidsskrift 2006, hæfte 1
- Svante Björck: The late Quaternary development of the Baltic Sea Arkiveret 9. august 2017 hos  Wayback Machine
- Smed, P. (2014): Weichsel istiden på Sjælland. Geologisk Tidsskrift 2013, s. 1–42., København ISSN 2245-7097

### Udforskningens historie
- J.G. Forchhammer (1835): Danmarks Geognostiske Forhold, i Universitetsprogram
- N.V. Ussing (1899): Danmarks Geologi i almenfatteligt Omrids, DGU III række nr. 2 (senere udgave 1904)
- S.A. Andersen (1944): Det danske Landskabs Historie, I. Bind Undergrunden. Populærvidenskabeligt Forlag, 480 sider samt tavler
- Axel Garboe (1959): Geologiens Historie i Danmark, bind I: Fra myte til videnskab. Fra de ældste tider til 1835 (med Norge til 1814). Reitzels Forlag, 283 sider
- Axel Garboe (1961): Geologiens Historie i Danmark. Bind II: Forskere og Resultater. Reitzels Forlag, 522 sider
- H. Wienberg Rasmussen (1968): Danmarks geologi. Gjellerup, 176 sider

### Råstoffer
- Ole Berthelsen (1995): Fra det nordlige Sokkelund : noget om geologi, teglværker, grusgravning og tørveskæring i Søllerød, Lyngby-Taarbæk, Gentofte og Gladsaxe kommuner. GEUS, 71 sider, ISBN 87-89813-36-7
- Christian Jacobsen (1987): Skærver, tegl og mosetørv - Råstoffer på Viborgegnen. Viborg Leksikon nr. 5, Viborg Stiftsmuseum, 47 sider, ISBN 87-87272-18-0

### Geologiske lokaliteter
- Steen Andersen og Steen Sjørring (1992): Geologisk set. Det nordlige Jylland. Geografforlaget og Miljø- og Energiministeriet, Skov- og Naturstyrelsen, 210 pp, ISBN 978-87-7702-055-1
- Gunnar Larsen og Christian Kronborg (1994): Geologisk set. Det mellemste Jylland. Geografforlaget og Miljøministeriet, Skov- og Naturstyrelsen, 272 pp, ISBN 978-87-7702-132-9
- Peter Gravesen, Peter Roll Jakobsen, Merete Binderup og Erik Skovbjerg Rasmussen (2004): Geologisk Set - Det sydlige Jylland. GO Forlag, 188 sider, ISBN 978-87-7702-400-9
- Gunnar Larsen (2002): Geologisk Set - Fyn og Øerne. GO Forlag, 144 sider, ISBN 978-87-7702-340-8
- Peter Gravesen, Merete Binderup, Michael Houmark-Nielsen og Johannes Krüger (2017): Geologisk Set - Sjælland og øerne. GO Forlag, 334 sider, ISBN 978-87-7702-615-7
- Peter Gravesen (1996): Geologisk set - Bornholm. Geografforlaget, 210 sider, ISBN 978-87-7702-615-7
- Ib Marcussen og Troels V. Østergaard (2003): Danmarks geologiske seværdigheder. Politikens Forlag, 252 sider, ISBN 978-87-567-6542-8

### Geoviden - Geologi og Geografi numre
- Michael Houmark-Nielsen, Johannes Krüger og Kurt Henrik Kjær: De seneste 150.000 år. Geoviden 2005, nr. 2, GEUS Arkiveret 16. marts 2016 hos  Wayback Machine
- Arne Thorshøj Nielsen: Danmarks geologiske udvikling fra 1.450 til 65 mio. år før nu. Geoviden 2010, nr. 2, GeoCenter Danmark, 20 sider
- Claus Heilmann-Clausen og Erik Skovbjerg Rasmussen: Danmarks geologiske udvikling fra 65 til 2,6 mio. år før nu. Geoviden 2010, nr. 3, GeoCenter Danmark, 20 sider
- Ole Graversen og Paul M. Holm (2011): Bornholm-Skåne regionens tektoniske udvikling. Geoviden 2011, nr. 1, GeoCenter Danmark, 20 sider
- Merete Binderup og Peter Gravesen (2015): Værdifuld geologi og geologibevarelse i Danmark. Geoviden 2015, nr. 3, GeoCenter Danmark, 20 sider
- Peter Rasmussen m.fl. (2007): Landskabets udvikling i Danmark, Geoviden nr. 1 2007 Arkiveret 9. oktober 2010 hos  Wayback Machine